# پری‌شاهرخ زیردم‌سیاه
پری‌شاهرخ زیردم‌سیاه (نام علمی: Icterus wagleri) نام یک گونه از سرده پری‌شاهرخ بر جدید است.